# Kalte Beek
Die Kalte Beek ist ein kleiner Bach im Gemeindegebiet von Ratekau im Kreis Ostholstein in Schleswig-Holstein, der nach erst westlichem, dann südlichem Lauf bei Pansdorf von links in die Schwartau mündet.

## Verlauf
Die Kalte Beek entspringt südwestlich von Ratekau-Luschendorf zwischen dem Ort und dem Betonwerk am Ostrand des Waldgebietes Luschendorfer Heide, das sie geschlungen und anfangs westwärts durchfließt, ehe sie sich darin auf südlichen Lauf kehrt. Später läuft sie weiterhin südwärts am Westrand von Pansdorf, durchläuft dabei vor der aus dem Ort herausführenden Sarkwitzer Straße (K 54) einen länglichen Mühlenteich, unterquert die Kreisstraße und wendet sich für ein nur noch kurzes Laufstück nach Südwesten. Beim Siedlungsplatz Packan durchfließt sie dabei einen weiteren Mühlteich und mündet dann gleich von links in die dort südwärts fließende Schwartau.

## Mühlen
Am Unterlauf der Kalten Beek gab es zwei Wassermühlen, von denen heute nur noch die beiden ausgedehnten Mühlenteiche nebst ihren Wehren existieren. 1464 erwarb das Domkapitel zu Lübeck die Besitzungen von Henneke von Buchwaldt († 1480) auf Gut Wensin einschließlich der Pansdorfer Mühlen. Die untere Mühle befand sich etwa 200 Meter vor der Einmündung der Kalten Beek in die Schwartau.

## Biotopentwicklung
Der Oberlauf der Kalten Beek stellt eine Verbundachse zwischen dem Pansdorfer und dem Luschendorfer / Schürsdorfer Moor dar und besitzt damit ein hohes Biotopenpotenzial. Zu ihrer Renaturierung zählten nach dem Landschaftsplan der Gemeinde Ratekau vom 10. September 2004 die Entrohrung des Oberlaufs der Kalten Beek und die Regeneration des Wasserhaushalts im Pansdorfer Moor durch Anstau des Wasserspiegels im Mühlenteich (der ehemaligen oberen Mühle) um ca. 20 cm. Über das Wehr der oberen Mühle verläuft heute die Straße Zur Alten Mühle.